# Oenothera parodiana
Oenothera parodiana là một loài thực vật có hoa trong họ Anh thảo chiều. Loài này được Munz mô tả khoa học đầu tiên năm 1933.